# Sara El Tahawi
Sara Ain Elhayet El Tahawi, née le 8 mai 2000, est une nageuse algérienne.

## Carrière
Aux Jeux africains de 2019, Sara El Tahawi obtient deux médailles de bronze (sur 4 x 100 m nage libre et sur 4 x 200 m nage libre).